# Плоская Ближняя
Плоская Ближняя — гора, потухший стратовулкан, известный как Крестовский вулкан.
Находится в центральной части полуострова Камчатка, к западу от Ключевского вулкана. Входит в восточный вулканический пояс, один из вулканов Ключевской группы.
Вулкан Ушковский вместе с вулканом Крестовским образует единый вулканический массив. Верхняя часть вулкана разрушена и имеет куполообразную форму с северо-востока спускается ледник Эульчонок длиной 10,3 км.
Породы слагающие Крестовский, представлены базальтовой пирокластикой. Высота — 4057 м над уровнем моря.